# Park Zypendaal
Park Zypendaal (ook: Zijpendaal) is een openbaar landschapspark en landgoed, dat ligt ten noorden van Park Sonsbeek, ten oosten van park Gulden Bodem en ten zuiden van Burgers Zoo in de stad Arnhem.

In het midden van het landgoed bevindt zich het Huis Zypendaal. Door de eeuwen heen heeft de agrarische structuur van het landgoed grotendeels plaatsgemaakt voor een parktuin in Engelse landschapsstijl. Verschillende tuinarchitecten hebben hun stempel op het park gedrukt. Het huidige tuinontwerp is van landschapsarchitect Eduard Petzold en dateert uit 1864. Het park is glooiend en bosrijk met naald- en loofbomen en in het noorden weilanden. In het park ontspringt de Sint-Jansbeek, die in het park een aantal plekken vijvers voedt. Verder bevinden zich een speelweide, trimbaan en natuurpad in het park.

## Monumenten
Zypendaal is als geheel aangewezen als rijksmonument-complex. Het complex 'Historische buitenplaats Zypendaal' is van algemeen, cultuur- architectuur, tuinhistorisch en landschappelijk belang:
- wegens ouderdom
- als voorbeeld van een door stedelijk regenten gestichte buitenplaats
- als een van de buitenplaatsen ten noorden van Arnhem gelegen
- wegens de aanwezigheid van het  midden 18de-eeuwse huis, waarschijnlijk naar ontwerp van Hendrik Viervant
- als gaaf voorbeeld van het incorpereren van een buitenstaande landschapsstructuur in het ontwerp van de buitenplaats - wegens de visuele samenhang tussen de gebouwen onderling en de omgeving

Het complex bestaat, naast het toegangshek bij de Teerplaats monumentnr. 528882 uit nog 9 onderdelen:

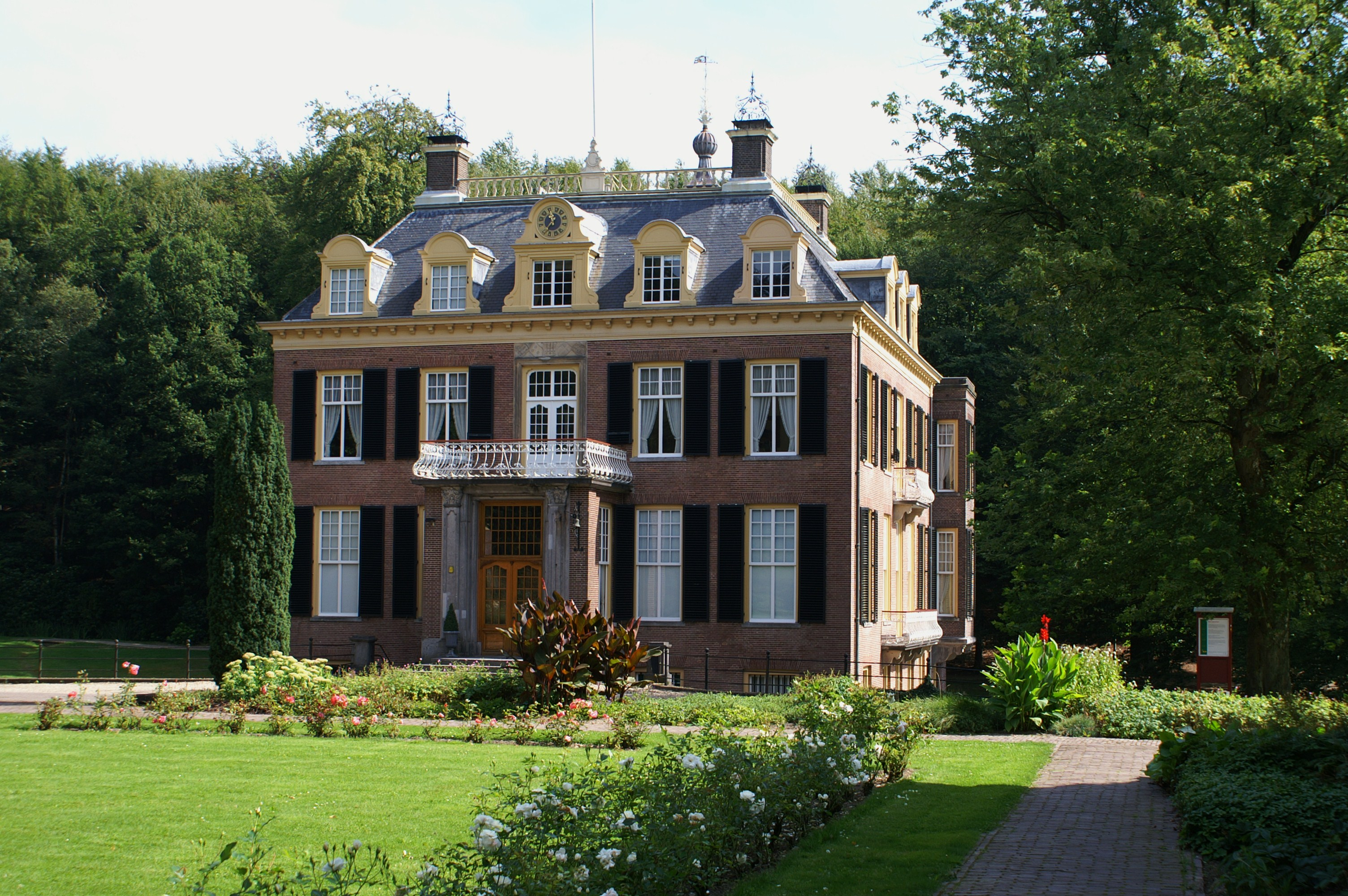
1. Huis Zypendaal monumentnr. 528875
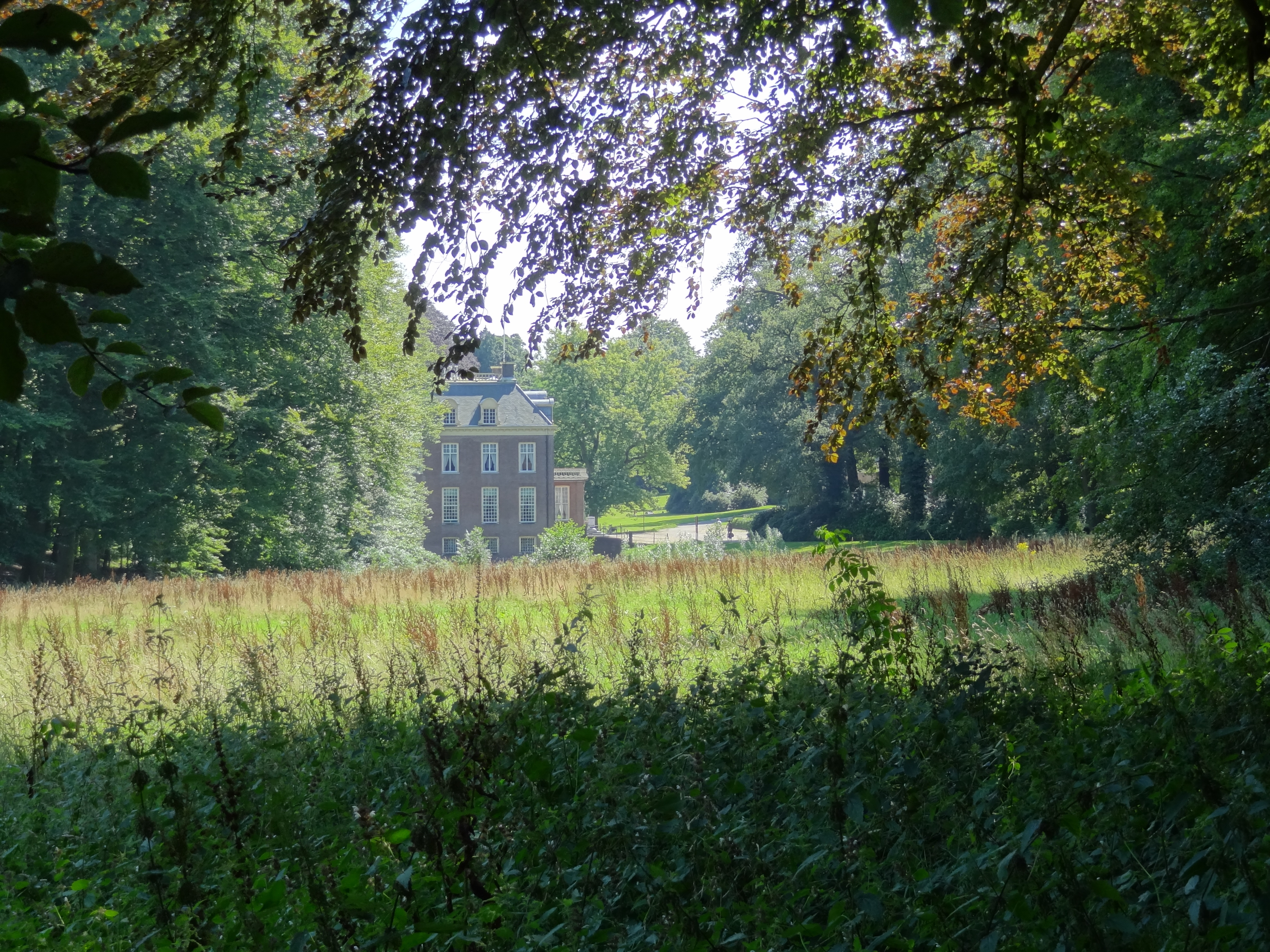
2. Historische tuin- en parkaanleg monumentnr. 528876
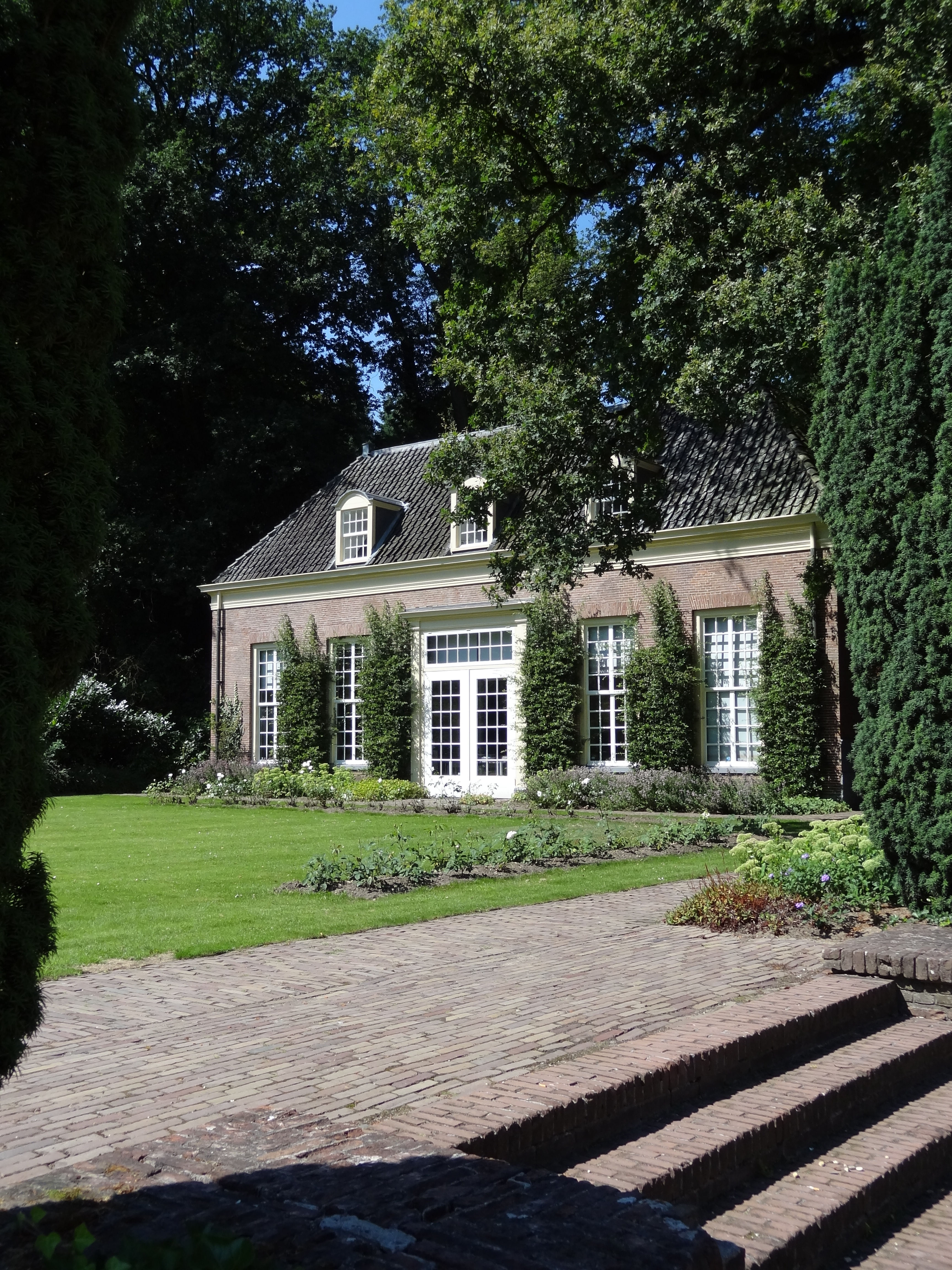
3. Koetshuis (1774-1776, verbouwd in 1867, gerestaureerd in 1977) monumentnr. 528877
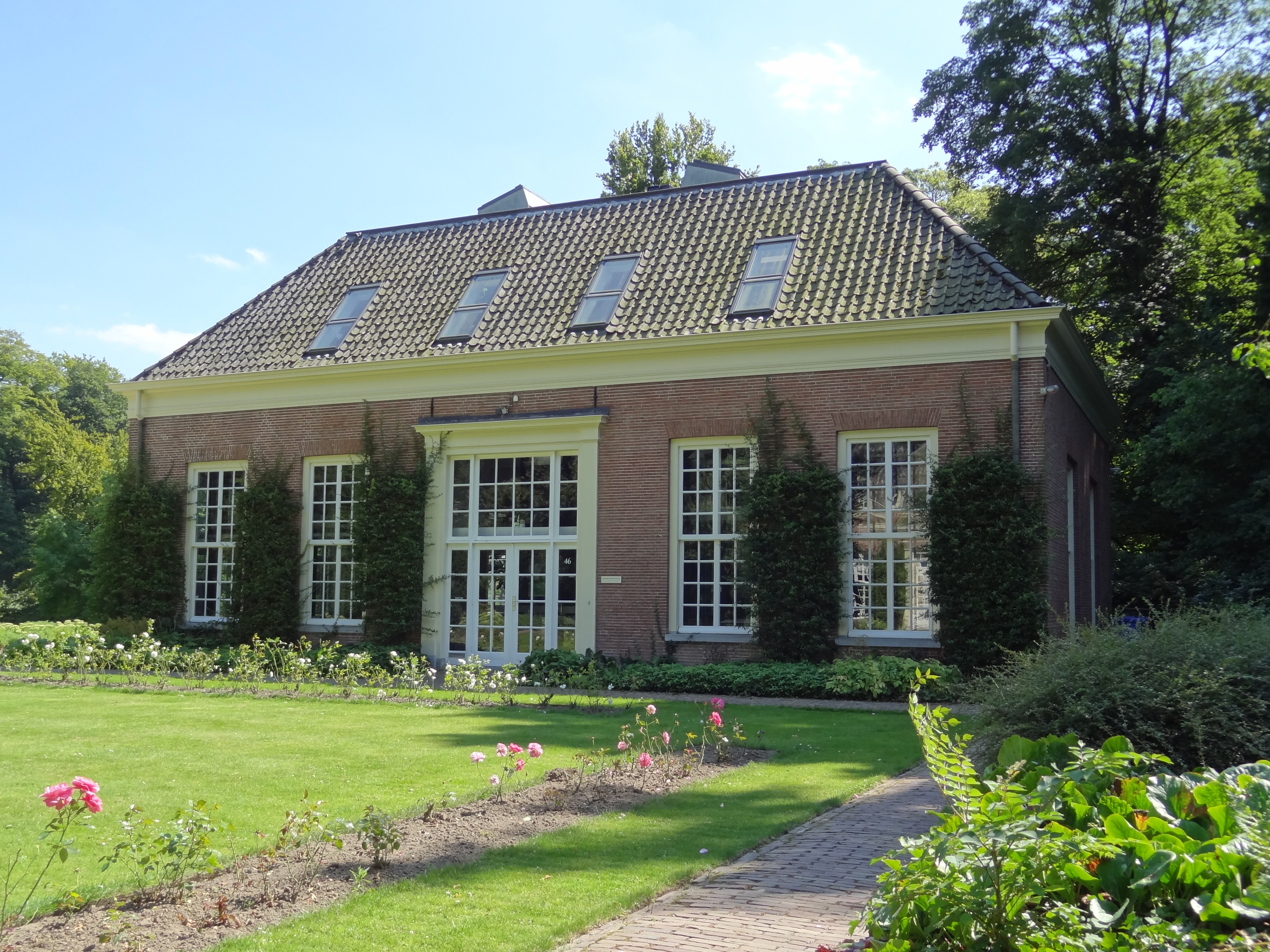
4. Oranjerie monumentnr. 528878
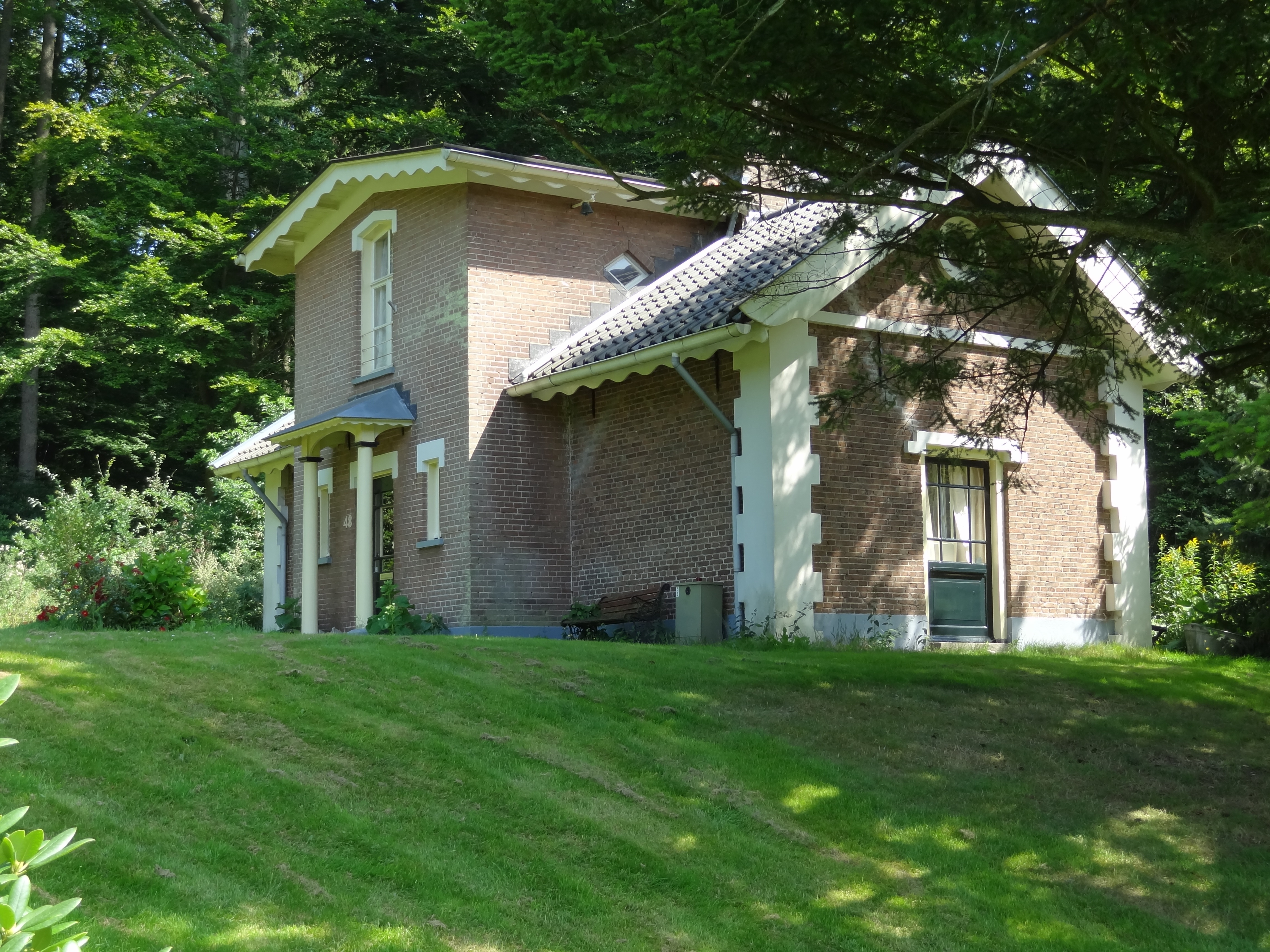
5. Tuinhuis monumentnr. 528879
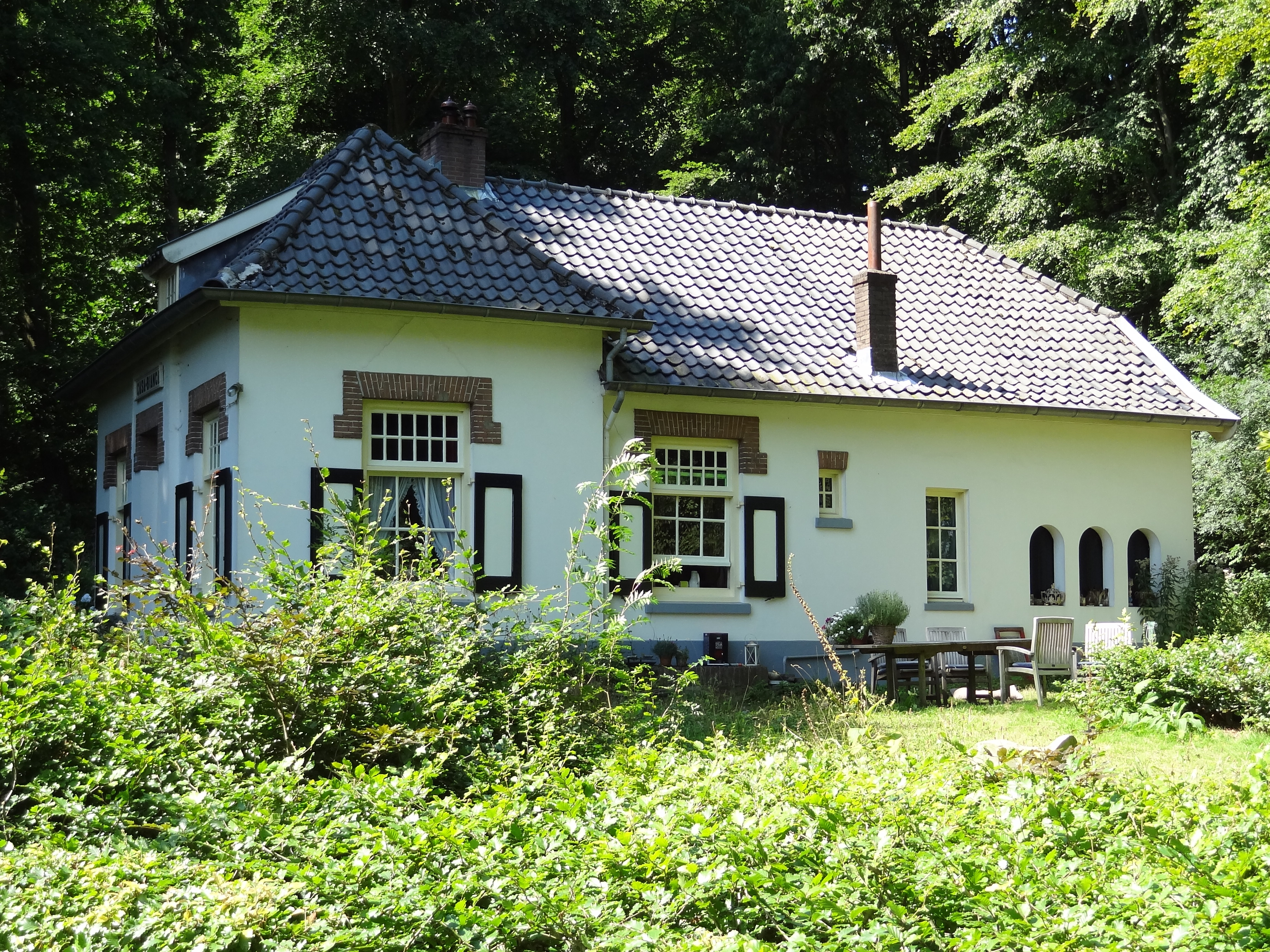
6. Casa Bianca monumentnr. 528880
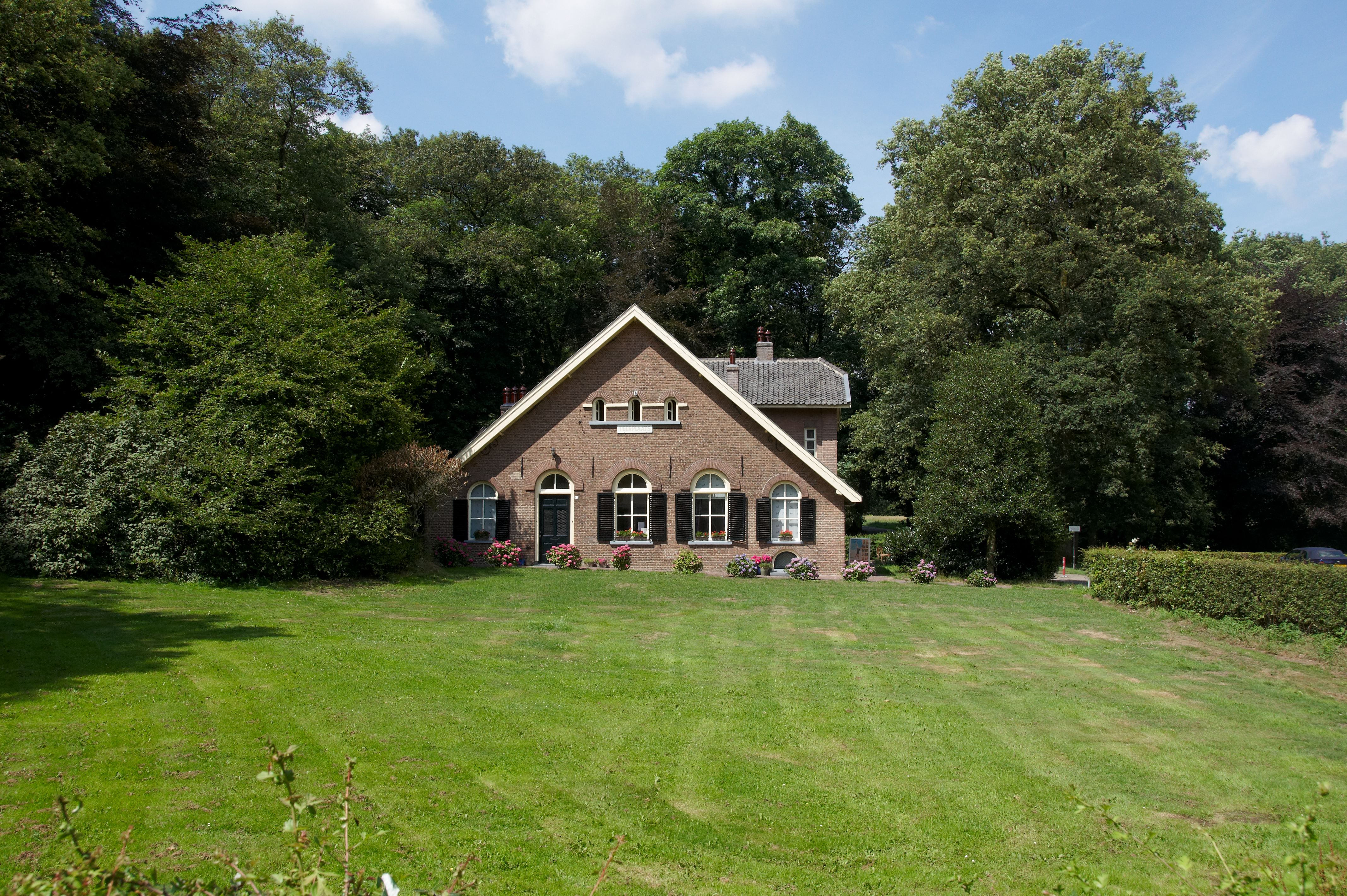
7. De Teerplaats monumentnr. 528881
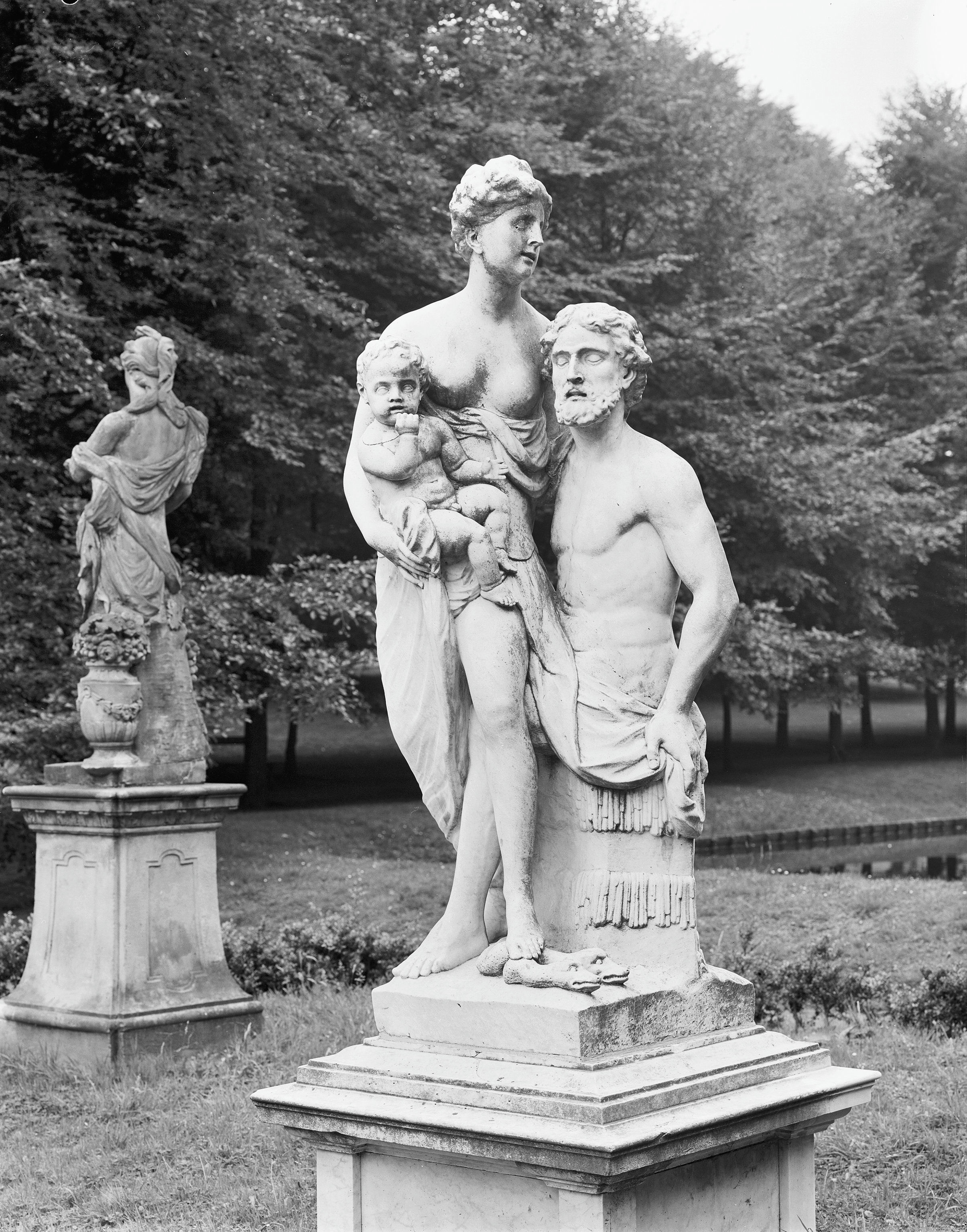
8. Tuinbeeld van Asclepius, Hygieia en Telesphoros monumentnr. 528883
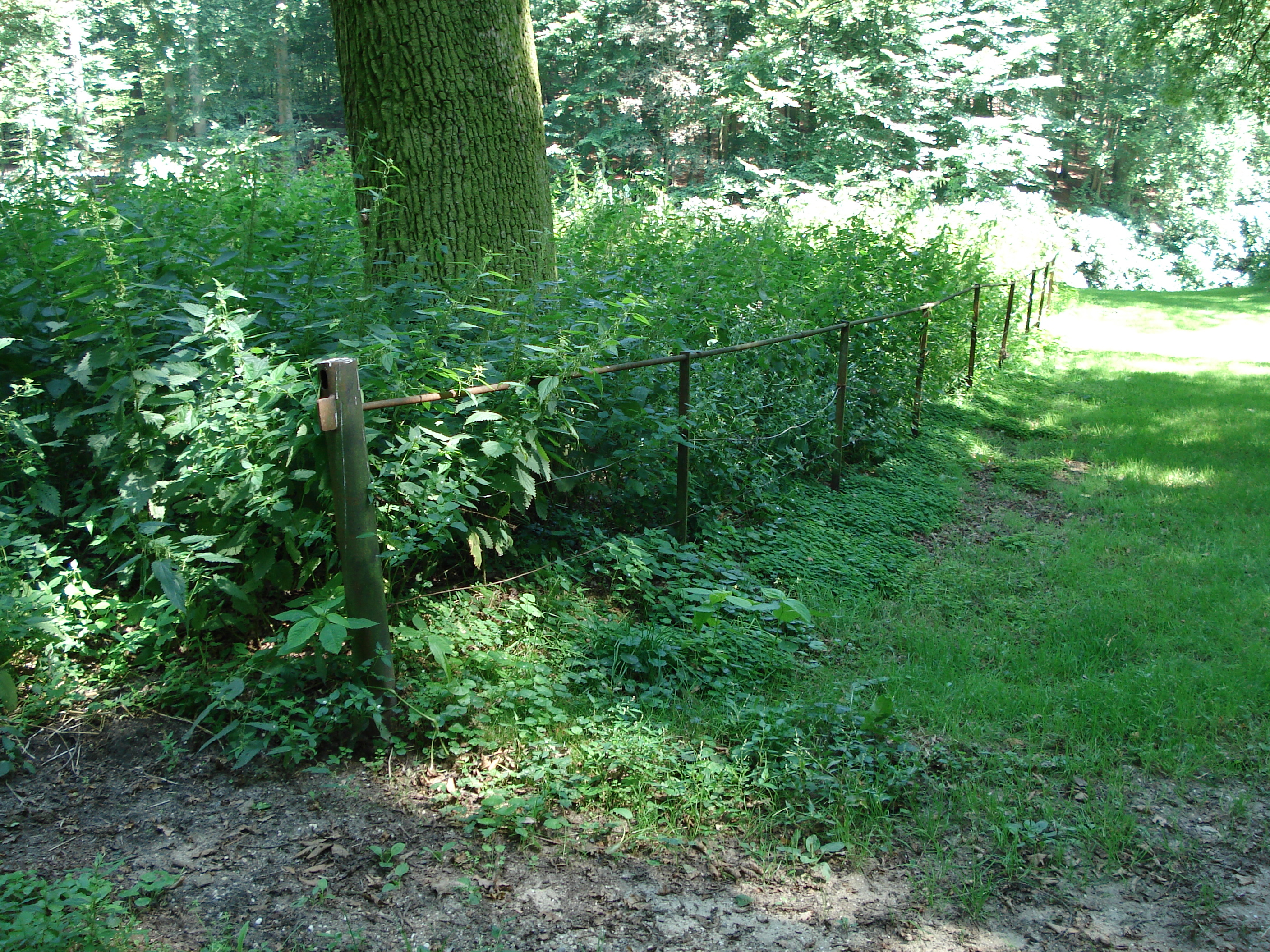
9. Weidehekken ten noorden van Huis Zypendaal monumentnr. 529824

Park Angerenstein · Bronbeek · Gulden Bodem · Hoogte 80 · Immerloopark · Jubileumpark · Park Klarenbeek · Lichtenbeek en Boschveld · Mariëndaal · Stadsblokken-Meinerswijk · Moscowa · Onderlangs · Park Presikhaaf · Park Sonsbeek · Warnsborn · Westerheide · Park Westerveld · Park Zypendaal